# José Câncio Martins
José Luis Faria Câncio Martins (* 13. März 1936 in Sintra) ist ein portugiesischer Bauingenieur.
Cancio Martins studierte am  Instituto Superior Técnico in Lissabon mit dem Abschluss 1959. Danach arbeitete er als Ingenieur für das portugiesische Militär in der damaligen portugiesischen Kolonie Angola. Er gründete 1963 sein eigenes Ingenieurbüro, das noch heute besteht. 1965 trat er in das Generaldirektorat für Zivilluftfahrt in Portugal ein. Dort blieb er bis 1972, als er in das Büro in Sines eintrat und die Leitung der Bauprojekte der D. G. A. C. übernahm. Erst war er Leiter der Stadtentwicklungsprojekte dann bis 1981 Leiter der Projektabteilung. Danach war er wieder selbständiger Ingenieur.
Er ist für eine Reihe großer Brückenprojekte bekannt, darunter eine Reihe Autobahnbrücken in Portugal, aber auch für die Eisenbahn. Sein Ingenieurbüro bearbeitete auch Industriebauten, marine Bauten, Hochbauten und Tunnel.
1984 erhielt er den International Award of Merit in Structural Engineering. 2006 erhielt er den Ordem do Mérito Grande-Oficial und 1995 erhielt er den Prémio Secil für die Chinesisch-Portugiesische Freundschaftsbrücke (Ponte da Amizade) in Macau. Zu seinen Brücken gehört die Puente Internacional del Guadiana.
Er war Gastprofessor an der Universität Coimbra.
2007 erhielt er den Albert-Caquot-Preis.